# Вулиця Генерала Тхора (Конотоп)
Ву́лиця Генера́ла Тхора́ — вулиця міста Конотоп Сумської області.

## Розташування
Пролягає від кругового перехрестя з проспектом Степана Бандери та вулицею Сумською до межі міста, перетікаючи у вулицю Сумську села Підлипне.

## Назва
Названа на честь Григорія Іларіоновича Тхора — радянського воєначальника, генерал-майора авіації (1940), учасника Громадянської війни в Іспанії та німецько-радянської війни. У вересні 1941 року потрапив у полон і був розстріляний у в'язниці.

## Історія
Перші згадки про вулицю Генерала Тхора датуються 1782 роком. З XVIII і до кінця XIX століття згадується як Полтавський тракт.
З кінця XVIII століття і до першої половини XX століття вулиця мала назви Лугінка та Роменська вулиця.
У 1991 році перейменована на вулицю Генерала Тхора.
Влітку 2023 року основна частина вулиці (від №2 по №146) перейменована на честь Степана Бандери в рамках кампанії деколонізації, що активізувалася після початку широкомасштабного російського воєнного вторгнення в Україну. Залишкова частина вулиці (від №148) зберегла стару назву.